# Le Courant électrique
Le Courant électrique je španělský němý film z roku 1906. Režisérem je Segundo de Chomón (1861–1938). Film trvá zhruba 1 minutu.

## Děj
Muž a žena ukradnou v obchodě s potravinami zboží. Obchodník si to nenechá líbit a elektrifikuje produkty svého stánku. Když se zloději znovu pokusí něco ukrást, zasáhne je elektrický proud. Policejní strážníci je okamžitě zajmou, ale proud je rovněž zasáhne. Policie se proto rozhodne zatknout obchodníka, který se vzniklé situaci smál.